# Ischnorhynchinae
Sous-famille
Les Ischnorhynchinae sont une sous-famille d'insectes du sous-ordre des hétéroptères (punaises).

## Liste des genres
Selon NCBI (29 oct. 2011) :
- genre Kleidocerys Stephens 1829
- genre Pylorgus

Seul le genre Kleidocerys est présent en Europe.